# دبليو آر إس
دبليو آر إس (مواليد 16 يناير 1993) هو مغني وكاتب أغاني روماني، مثل رومانيا في مسابقة الأغنية الأوروبية لعام 2022.

## روابط خارجية
- دبليو آر إس على موقع IMDb (الإنجليزية)
- دبليو آر إس على موقع ميوزك برينز (الإنجليزية)
- دبليو آر إس على موقع ديسكوغز (الإنجليزية)
- دبليو آر إس على موقع ديسكوغز (الإنجليزية)